# أولكسندر بوندار
أولكسندر بوندار (بالأوكرانية: Бондар Олександр)‏ هو لاعب كرة الصالات ‏ ولاعب كرة قدم أوكراني، ولد في 24 سبتمبر 1981 في زدولبونيف في أوكرانيا. لعب مع Red Devils Chojnice ‏.

## وصلات خارجية
- أولكسندر بوندار على موقع الاتحاد الأوربي (الإنجليزية)
- أولكسندر بوندار على موقع اتحاد أوكرانيا (الإنجليزية)